# الكونية المسيحية

خارج المركز صليب الكونية المسيحية

الكونية المسيحية هي مدرسة اللاهوت المسيحي تركزت حول عقيدة المصالحة الشاملة - الرأي القائل بأن جميع البشر في نهاية المطاف أن حفظ واستعادة الحق إلى العلاقة مع الله. يمكن فهم الكونية المسيحية والإيمان أو الأمل في المصالحة الشاملة من خلال المسيح على أنهما مرادفات.
تم استخدام مصطلح الكونية المسيحية في عشرينيات القرن التاسع عشر من قبل راسل ستريتر في المخبر المسيحي في بورتلاند، مين - سليل آدامز ستريتر الذي أسس واحدة من أولى الكنائس العالمية في 14 سبتمبر 1785. يعتقد المسيحيون العالميون أن هذا كان التفسير الأكثر شيوعًا للمسيحية في المسيحية المبكرة، قبل القرن السادس. يؤمن المسيحيون من مختلف الطوائف والتقاليد بمبادئ الكونية المسيحية، مثل حقيقة الحياة الآخرة دون إمكانية العقاب الأبدي في الجحيم.
كطائفة مسيحية رسمية، نشأت الكونية المسيحية في أواخر القرن الثامن عشر مع الكنيسة العالمية الأمريكية. لا توجد حاليًا طائفة واحدة توحد الكونيين المسيحيين، لكن هناك عددًا قليلاً من الطوائف تعلم بعض مبادئ الكونية المسيحية أو تكون منفتحة عليها. في عام 2007، تأسست الجمعية المسيحية العالمية لتكون بمثابة منظمة مسكونية جامعة للكنائس والوزارات والأفراد الذين يؤمنون بالعالمية المسيحية.
نشأت العالمية الموحدة تاريخياً من العالمية المسيحية ولكنها ليست طائفة مسيحية حصرية. تشكلت من اندماج عام 1961 لطائفتين مسيحيتين تاريخياً، الكنيسة العالمية الأمريكية والجمعية الموحدة الأمريكية، وكلاهما مقرهما في الولايات المتحدة. في العالم الأكاديمي، يُعتقد عادةً أن علماء اللاهوت مثل كارل بارث ويورغن مولتمان قد دعموا لاهوت المصالحة الشاملة.[بحاجة لمصدر]

## المعتقدات
في دليل سهل له إلى الكونية، والشمولية توماس ويتيمور كتب: «إن المشاعر التي تتميز الشمولية بها، هو هذا: أنه في آخر كل فرد من الجنس البشري يجب أن يصبح مقدسا وسعيدة. هذا لا يشمل كل إيمانهم، ولكن فقط تلك السمة الخاصة بهم والتي يتم تمييزهم بها عن بقية العالم.» 
تتوافق المعتقدات المركزية المتبقية للعالمية المسيحية مع المسيحية بشكل عام:
- الله هو الوالد المحب لكل الناس، انظر حب الله.
- يكشف يسوع المسيح عن طبيعة وشخصية الله وهو القائد الروحي للبشرية، انظر العهد الجديد.
- لقد خُلق الجنس البشري بروح خالدة لا ينتهي بها الموت - أو روح مميتة يقيمها الله و / أو يحفظها - والتي لن يدمرها الله بالكامل.[9]
- للخطيئة عواقب سلبية على الخاطيء سواء في هذه الحياة أو في الآخرة.

في عام 1899، تبنى المؤتمر العام العالمي، الذي سمي لاحقًا بالكنيسة العالمية الأمريكية، المبادئ الخمسة: الإيمان بالله، والإيمان بيسوع المسيح، وخلود الروح البشرية، وأن الأفعال الخاطئة لها عواقب، والمصالحة الشاملة.
تم العثور على إدراج التألّه كنقطة سادسة في بيان الإيمان الذي تبنته الجمعية المسيحية العالمية في عام 2007. في سياق الكونية المسيحية، فإن التأله - الذي يمكن ترجمته على أنه تأليه أو عملية جعلنا أكثر شبهاً بالله - يعني أن نكون أكثر شبهاً بالمسيح، أو أن جميع الأرواح سوف تتصالح في النهاية وتتوافق مع صورة الإنسان. تمجد المسيح قام.

## آراء حول الجحيم
يختلف المسيحيون العالميون حول وجود الجحيم أم لا. ومع ذلك، فإنهم يتفقون على أنه إذا حدث ذلك، فإن العقوبة هناك تصحيحية وعلاجية، ولا تستمر إلى الأبد.

### الجحيم المطهر وعالمية آباء الكنيسة
المطهر العالمي هو اعتقاد بعض آباء الكنيسة الأوائل، وخاصة الناطقين باليونانية مثل كليمان الإسكندرية وأوريجانوس وغريغوريوس النيصي. إنه يؤكد أن غير المخلصين سيخضعون للجحيم، لكن هذا الجحيم علاجي (ليس أبديًا ولا عقابًا بحتًا) وفقًا للكتب المقدسة الرئيسية وأنه بعد التطهير أو التحويل سيدخل الجميع الجنة. تعلم اليهودية شيئًا مشابهًا - الجحيم هو تجربة تطهير مكثفة، تعبير عن اللطف أكثر من العقاب.
كتب اللاهوتي المسيحي والمطران ديودوروس الطرسوسي من القرن الرابع: «بالنسبة للأشرار هناك عقوبات، وليست دائمة، مع ذلك، خشية أن يكون الخلود المعد لهم غير موات، ولكن يجب تطهيرهم لفترة وجيزة وفقًا للكمية. من الحقد في أعمالهم. لذلك سيعاقبون لفترة قصيرة، لكن النعمة الخالدة التي لا نهاية لها تنتظرهم... العقوبات التي سيتم إنزالها على خطاياهم العديدة والخطيرة تتجاوز إلى حد بعيد حجم الرحمة التي ستظهر لهم.»
كتبت إيلاريا راميلي، باحثة في التاريخ الآبائي المبكر، «في أذهان البعض، يعتبر الخلاص العالمي فكرة هرطقية تم استيرادها إلى المسيحية من الفلسفات الوثنية من قبل أوريجانوس» (185 - 253/4). يجادل راميلي بأن هذا الرأي خاطئ وأن اللاهوتيين المسيحيين كانوا أول من أعلن أن الجميع سيخلصون وأن أسبابهم لفعل ذلك متجذرة في إيمانهم بالمسيح.

### الجحيم الأبدي في التاريخ المسيحي
يؤكد المسيحيون العالميون أن عقيدة الجحيم الأبدي لم تكن جزءًا من تعاليم المسيح ولا حتى الكنيسة الأولى، وأنه تمت إضافتها فيها. يمكن العثور على أول إشارة واضحة للبؤس اللامتناهي في عمل من 155-165 م لتاتيان. مراجع مبكرة أخرى للجحيم ذات المدة اللانهائية تأتي من والد الكنيسة اللاتينية ترتليان في أواخر القرن الثاني والثالث. وفقًا لعالم اللاهوت إدوارد بيتشر في القرون الأربعة الأولى، كانت هناك ست مدارس لاهوتية رئيسية وواحدة منها فقط دافعت عن فكرة الجحيم الأبدي.

#### أصول فكرة الجحيم أبدية
يشير المؤمنون بالعمومية المسيحية إلى الترجمات الخاطئة للكلمة اليونانية αιών (Lit. aion- حقبة زمنية)، على أنها أدت إلى نشوء فكرة الجحيم الأبدي. يكتب الدكتور كين فينسنت: "عندما تُرجمت (أيون) إلى اللاتينية فولجيت، أصبحت كلمة" أيون "" aeternam "التي تعني" أبدية ". ويذكر أيضًا أن أول سجل مكتوب لفكرة الجحيم الأبدي يأتي من ترتليان، الذي كتب باللاتينية.
المصدر الرئيسي الثاني لفكرة الجحيم كأبدية كان عالم لاهوت القرن الرابع أوغسطين. وفقًا للمؤلف ستيف جريج، كانت كتابات ترتليان بالإضافة إلى آراء وكتابات أوغسطين عن الجحيم الأبدي هي التي «طغت» على الآراء الأخرى عن الجحيم المؤقت. تم قبول آراء أوغسطينوس الأولى عن الجحيم في الكنيسة اللاتينية المبكرة، والتي نشأت منها الكنيسة الرومانية الكاثوليكية. حتى الإصلاح لم يتم التشكيك في نظرة أوغسطين للجحيم على أنها أبدية.

#### ترجمة خاطئة للكلمة اليونانية «أيون»
كتب عالم اللاهوت مارفن فينسنت من القرن التاسع عشر عن كلمة «أيون» كدلالة على «العمر» أو «الزماني»:
أيون، دهر المترجم، هي فترة أطول أو أقصر، لها بداية ونهاية، ومكتملة في حد ذاتها. أرسطو (peri ouranou، ط 9، 15) يقول: «الفترة التي تشمل كل وقت حياة المرء تسمى دهر كل واحد.» ومن ثم، غالبًا ما تعني حياة الرجل، كما في هوميروس، حيث يقال أن حياة المرء (أيون) تتركه أو تستهلك (إلياذة ضد 685؛ أوديسي ضد 160). ومع ذلك، فهو لا يقتصر على حياة الإنسان؛ يشير إلى أي فترة في مسار الأحداث، مثل الفترة أو العمر قبل المسيح؛ فترة الألفية. الفترة الأسطورية قبل بدايات التاريخ.

 تحمل صفة أيونيوس بطريقة مماثلة فكرة الوقت. لا الاسم ولا الصفة، في حد ذاتهما، يحملان معنى اللانهائية أو الأبدية. قد يكتسبون هذا المعنى من خلال دلالاتهم، ومن ناحية أخرى، فإن المساعدة، التي تعني الأبدية، لها معانيها محدودة في نقطة زمنية معينة في يهوذا 6. ايونيوس تعني التحمل خلال فترة زمنية أو تتعلق بها. يتم تطبيق كل من الاسم والصفة على فترات محدودة.

 الكلمات التي تُطبَّق عادةً على الأشياء الزمنية أو المادية لا يمكنها أن تحمل في حد ذاتها معنى اللانهائية. حتى عندما نُطبق على الله، فنحن لسنا مجبرين على جعل الأيونيوس أبدية. طبعا حياة الله لانهائية. لكن السؤال هو ما إذا كان المقصود، في وصف الله بأنه ايونيوس، هو وصف مدة وجوده، أو ما إذا لم يتم التفكير في فكرة مختلفة وأكبر.

#### الحجج ضد فكرة الجحيم الأبدي
يقول المؤلف توماس تالبوت أنه إذا كان المرء يؤمن بفكرة الجحيم الأبدي أو أن بعض الأرواح ستدمر، فيجب على المرء إما التخلي عن فكرة أن إنقاذ جميع الكائنات هو رغبة الله ورغباته، أو قبول الفكرة التي يريدها الله. لكنه لن «ينجح في تحقيق إرادته وإشباع رغبته في هذا الأمر».
دافع المؤلف ديفيد بورنفيلد عن وجهة نظر ما بعد الوفاة، القائلة بأن الله يستمر في التبشير للناس حتى بعد موتهم (أخبار الأيام الأول 16:34؛ إشعياء 9: 2؛ رومية 8: 35-39؛ أف 4: 8-9؛ 1 بط 3:18. -20؛ 4: 6) المشكلة الرئيسية في وجهة النظر التقليدية - والتي لم يتم التعامل معها بشكل مرضٍ - هي كيف يمكن للمرء أن «يقبل المسيح» إذا لم يسمع بالمسيح من قبل، أو لم يكن قادرًا على فهم الرسالة لكونه أيضًا الشباب أو المعاقين ذهنيًا، إلخ.

## تاريخ
وفقًا لموسوعة شاف هرتسوغ الجديدة للمعرفة الدينية (1912)، على مدار الخمسمائة عام الأولى من التاريخ المسيحي، توجد سجلات لست مدارس لاهوتية على الأقل: أربع من هذه المدارس كانت عالمية (واحدة في كل من الإسكندرية وأنطاكية وقيصرية، والرها - نصيبين)، علم أحدهم الخلود المشروط (في أفسس)، وآخر الجحيم الأبدي (في قرطاج أو روما).
ظهرت الكنيسة العالمية لأمريكا، التي كانت تسمى في الأصل الاتفاقية العامة العالمية، في أواخر القرن الثامن عشر من مزيج من قائلون بتجديد عماد، مورافيا، الكويكرز الليبراليين، والأشخاص المتأثرين بحركات التقوى مثل الميثودية. أنشأ الأمريكيون من هذه الخلفيات الدينية تدريجيًا تقليدًا طائفيًا جديدًا للعالمية المسيحية خلال القرن التاسع عشر. نمت الكنيسة العالمية الأمريكية لتصبح سادس أكبر طائفة في الولايات المتحدة في ذروتها.
جون موراي، الذي يدعى «أبو الكونية الأمريكية»، وكان تلميذا لالويلزي جيمس ريلي والترويج شكل الكونيين ريلي من مثوديسم في أمريكا. كان شخصية محورية في تأسيس الكنيسة العالمية لأمريكا عام 1793. شغل منصب راعي الجمعية العالمية في بوسطن وكتب العديد من الترانيم.
كان شخصية مهمة أخرى في أوائل الأمريكية المسيحية الكونية جيورج دى بينيفيل، فرنسي هوغوينت الواعظ والطبيب الذي كان قد سجن لمناصرة الكونية وهاجر لاحقا إلى ولاية بنسلفانيا حيث واصل الوعظ حول هذا الموضوع. ولوحظ دي بينفيل لعلاقات الصداقة والاحترام له مع الهنود الحمر وله تعددية الرأي والثقافات الحقيقة الروحية التي كانت قبل وقت كاف من وقته. كان أحد أهم إنجازاته هو المساعدة في إنتاج إنجيل سوير، وهو أول كتاب مقدس بلغة ألمانية طُبع في أمريكا. في نسخة الكتاب المقدس هذه، تم تمييز المقاطع التي تعلم المصالحة العامة بالخط العريض.
ومن بين القادة المسيحيين العالميين المعاصرين الأوائل الآخرين إلهانان وينشستر، الواعظ المعمداني الذي كتب عدة كتب تروج للخلاص العالمي لجميع الأرواح بعد فترة من المطهر، الذي أسس أول كنيسة عالمية في فيلادلفيا، وأسس كنيسة خدمت العبيد الأمريكيين من أصل أفريقي. في ولاية كارولينا الجنوبية؛  هوشع بالو، واعظ وكاتب عالمي في نيو إنجلاند. وهانا ويتال سميث، كاتبة ومبشرة من خلفية كويكر كانت نشطة في حركة القداسة بالإضافة إلى حركات حق المرأة في التصويت والاعتدال.
كان فرع منفصل من الكونية المسيحية الذي نشأ في أوائل القرن العشرين هو المعمدانيون العالميون البدائيون، والذين يُطلق عليهم أيضًا اسم «لا هيلرس». كانوا مجموعة من المعمدانيين في منطقة جبال الآبالاش الوسطى والجنوبية بالولايات المتحدة الذين علموا المصالحة الشاملة، واعتنقوا، مثل هوشع بالو، موقف «الكونية المتطرفة» القائل بأنه لا يوجد جحيم حقيقي خارج الأرض.
قامت مدرسة الوحدة المسيحية، التي أسسها تشارلز وميرتل فيلمور في عام 1889، بتعليم بعض المعتقدات العالمية مثل صلاح الله الكامل، والطبيعة الإلهية للبشر، ورفض الاعتقاد المسيحي التقليدي بأن الله يحكم على الناس بالجحيم.
رفض الكنيسة الكونيين الأمريكية تدريجيا في أوائل إلى منتصف القرن 20 واندمجت مع رابطة الموحدين الأمريكية في عام 1961، وخلق في العصر الحديث الموحدين رابطة الكونيين، الذي لا يوافق رسميا على اللاهوت المسيحي حصرا. اختفت الكونية المسيحية إلى حد كبير خلال العقود القليلة التالية مع نهاية الكنيسة العالمية كطائفة منفصلة. ومع ذلك، تظل الزمالة المسيحية العالمية الموحدة كمنظمة للمسيحيين من التقاليد العالمية الموحدة والمسيحيين الليبراليين المهتمين بالتوحيد والعالمية.
أصبح بعض المسيحيين من خلفية العنصرة الذين شاركوا في حركة المطر المتأخر في الأربعينيات والخمسينيات من القرن الماضي يؤمنون بأفكار الكونية المسيحية بمفردهم، بشكل منفصل عن تقاليد الكنيسة العالمية. وأكدوا على تعاليم المصالحة الشاملة والتأله. انتشرت هذه الأفكار في المقام الأول من خلال الرسائل الإخبارية والمبشرين المتجولين من الخمسينيات إلى الثمانينيات، ولم يتم تحديدها عادةً بمصطلح «العالمية». كانت المنظمة المهمة الوحيدة التي تمثل هذه المعتقدات التي ظهرت في إطار التقليد الكاريزماتي هي كنيسة الرئيسية البعثات، وهي شبكة غير محكمة التنظيم من الكنائس والوزراء تأسست عام 1944.

### المصالحة الشاملة والمسيحية ما قبل الحديثة
يشير كيث دي روز، أستاذ الفلسفة في جامعة ييل، إلى أنه في الكتاب المقدس توجد آيات تشير إلى المصالحة الشاملة وآيات تشير إلى الدمار أو العقاب الأبدي للبعض. إذا نظرنا فقط إلى الكتاب المقدس، فهو يجادل بأن الكونية لا تستند فقط إلى الكتاب المقدس، ولكنها تتمتع بدعم كتابي أقوى من موقف التدمير أو الإدانة الأبدية. مثل المسيحيين الأوائل، يشير إلى الجحيم المطهر، مكان مؤقت لتطهير الخطيئة سيكون ضروريًا للبعض كوسيلة للتوفيق بين هذه الاختلافات الظاهرة.

## الأنواع الحديثة
هناك ثلاثة أنواع عامة من العالمية المسيحية اليوم - العالمية الإنجيلية، والعالمية الكاريزمية، والعالمية المسيحية الليبرالية - والتي تصف بمفردها أو بالاشتراك مع بعضها البعض الغالبية العظمى من الإصدارات الحالية والمحددة من المعتقدات المسيحية العالمية وممارساتها.

### العالمية الإنجيلية
إن نوع العالمية المسيحية التي تنحرف عن العقيدة المسيحية الأرثوذكسية أو التقليدية البروتستانتية هي العالمية الإنجيلية (المسيحية)، وتسمى أيضًا التوراتية أو التثليث. يتمسك العالميون الإنجيليون بمواقف محافظة بشأن معظم القضايا اللاهوتية أو العقائدية باستثناء عقيدة الجحيم، وفي هذه الحالة يؤكدون المصالحة الشاملة بدلاً من العذاب الأبدي. إنهم يميلون إلى التأكيد على التكفير البديل ليسوع المسيح عن خطايا البشرية جمعاء كأساس لشموليتهم.
في عام 2006، أصدر كاتب إنجيلي رئيسي،  دور روبن باري في عام 2009، تحت الاسم المستعار «جريجوري ماكدونالد» (مأخوذ من الأسماء، جريجوري من نيسا وجورج ماكدونالد) أصدر كتابًا الإنجيلي العالمي. في عام 2008، ألهم هذا إنشاء منتدى،  يضم «جريجوري ماكدونالد» وتوماس تالبوت، لمناقشة العالمية الإنجيلية والموضوعات ذات الصلة. يشتق الإنجيليون العالميون جزءًا كبيرًا من معتقداتهم من الإنجيلية واللاهوت المُصلح. يأتي العديد منهم من خلفية مسيحية إنجيلية، لكنهم قد يتعاطفون مع هذه الحركة وقد لا يسعون للبقاء معها.
يتجنب بعض الكونيين الإنجيليين استخدام كلمة «العالمية» لوصف معتقداتهم، ربما بسبب الدلالات السلبية لهذه الكلمة بين المسيحيين المحافظين. تشمل المصطلحات البديلة المستخدمة بين الإنجيليين العالميين «الرجاء الأكبر» أو «الرجاء المبارك» و «الإنجيل المنتصر».

### العالمية الكاريزمية
طور بعض المسيحيين الذين لديهم خلفية في الحركة الكاريزمية أو الخمسينية نسخة من الكونية والتي يمكن أن تسمى الكونية الكاريزمية (المسيحية). لا يطلق الكونيون الكاريزماتيون على لاهوتهم اسم «العالمية» ولكنهم يشيرون عمومًا إلى معتقداتهم المحددة بمصطلح «المصالحة» (اختصار للمصالحة العالمية، وعقيدة الأبوكاتاستاسيس) و «البنوة» (اختصار لـ «البنوة المنفّسة» والتي هي صيغة مختلفة من عقيدة التألّه). يستخدم مصطلح «عيد المظال» من قبل بعض الكارزماتيين العالميون كمصطلح لتقليدهم الروحي لما بعد الخمسينية، مما يعكس تفسيرًا رمزيًا لهذا العيد اليهودي كمدخل إلى معرفة وعلاقة أكمل مع الله وفهمًا لخطة الله للبشرية.
تتميز الكونية الكاريزمية بتأكيدها على التأله. فكرة أن عودة المسيح هي جسد بشري كامل هم «أبناء الله الظاهرون» بدلاً من العودة الحرفية لشخص يسوع؛  فكرة أن هؤلاء الأبناء سيحكمون على الأرض ويحولون كل البشر من الخطيئة إلى الكمال خلال عصر سيأتي قريبًا (نسخة من الإيمان بالعصر الألفي)؛  وسيادة الله المطلقة، وعدم وجود أو تقييد شديد للإرادة البشرية الحرة، والانتصار الحتمي لخطة الله للمصالحة الشاملة. يرى البعض أوجه تشابه مع تعاليم جاكوب أرمينيوس، عالم اللاهوت الهولندي الذي حاول تعديل تعاليم جون كالفن حول الأقدار.
يلتقي العديد من المؤمنين بالكاريزماتيين في كنائس منزلية أو لا ينتمون إلى كنيسة على الإطلاق. تم العثور على معظم الأدلة على الكونية الموجودة كمدرسة فكرية داخل الحركة الكاريزمية في عدد كبير من الوزارات القائمة على الإنترنت والمترابطة بشكل غير رسمي مع بعضها البعض.

### العالمية المسيحية الليبرالية
الليبراليون المسيحيون العالميون يضمون بعض أعضاء الطوائف البروتستانتية الرئيسية، وبعض الأشخاص المتأثرين بالعصر الجديد وحركات الفكر الجديد، وبعض الأشخاص في حركة الكنيسة الناشئة، وبعض الموحدين الكونيين الذين يواصلون اتباع يسوع كمعلم روحي أساسي لهم، وبعض المسيحيين من الآخرين الخلفيات الدينية التي قد تحضر أو لا تحضر الكنيسة.
تؤكد الكونية المسيحية الليبرالية على حب الله الشامل وتميل إلى أن تكون أكثر انفتاحًا على إيجاد الحقيقة والقيمة في التقاليد الروحية غير المسيحية مقارنة بموقف الأشكال الأخرى للعالمية المسيحية، بينما تظل بشكل عام متمحورة حول المسيح. على النقيض من الكونية الإنجيلية، تنظر العالمية المسيحية الليبرالية إلى الكتاب المقدس على أنه وثيقة بشرية غير كاملة تحتوي على وحي إلهي، وليس بالضرورة ثالوثيًا، وغالبًا ما يقلل من أهمية أو يرفض لاهوت تكفير الدم في نظرته لصلب يسوع. يؤمن بعض الليبراليين المسيحيين الكونيين بالفلسفات الصوفية مثل الوحدة وعلم اللاهوت، وأفكار الغنوصية أو العصر الجديد مثل الوجود المسبق وتناسخ الروح،  وأفكار الفكر الجديد مثل قانون الجاذبية.
زمالة التوحيديون والكونيون المسيحية هي منظمة لليبراليين المسيحيين الكونيين، وخاصة أولئك الذين ينتمون إلى الرابطة العالمية الموحدة. الكنيسة الكاثوليكية الليبرالية والكنيسة العالمية الكاثوليكية وكنيسة الوحدة هي طوائف مسيحية ليبرالية تعلم بعض المعتقدات العالمية.

### أنواع هجينة
يبدو أن «إنجيل الشمولية» للأسقف الخمسيني السابق كارلتون بيرسون هو مزيج بين النزعة العالمية الكاريزمية والليبرالية المسيحية. وهو الآن وزير في كنيسة المسيح المتحدة، وهي طائفة مسيحية ليبرالية، لكنه لا يزال يؤمن ببعض أفكار وممارسات العنصرة أو الأشكال الكاريزمية للمسيحية. أدرج بيرسون أيضًا بعض تعاليم العصر الجديد والفكر الجديد في رسالته. بريان ماكلارين هو زعيم مسيحي في حركة الكنيسة الناشئة وهو متعاطف مع فكرة العالمية لكنه لا يعتنقها.
عدد من الوزراء والمبشرين المرتبطين بمؤتمرات استعادة الأمة هم عالميون يستمدون من التقاليد الإنجيلية والكاريزمية. أحد الأمثلة البارزة هو روبرت رذرفورد، وزير من جورجيا (الولايات المتحدة الأمريكية) الذي وصل إلى المرحلة النهائية في مسلسل الرسل التلفزيوني الواقعي لعام 2006 الذي تبثه قنا ةتي إل سي (قناة). مثال آخر هو ديك كينج، وهو قس مستقل ذو شخصية كاريزمية معمدانية في نورث ليتل روك، أركنساس، والذي غادرت كنيسته المؤتمر المعمداني الجنوبي في عام 2004.
تقدم الرابطة المسيحية العالمية رسالة تسعى إلى أرضية مشتركة بين جميع الأنواع المعاصرة الرئيسية للعالمية المسيحية.

### أنصار الحديث
أدى تحول الأسقف كارلتون بيرسون إلى شكل من أشكال العالمية وما تلاه من حرمان من قبل الكلية المشتركة لأساقفة الخمسينيين الأفارقة الأمريكيين في عام 2004 إلى اكتساب المسيحية العالمية اهتمامًا إعلاميًا متزايدًا بسبب شعبية بيرسون ومكانة المشاهير.
في عام 2007، جمع إريك ستيتسون وكالين فريستاد مجموعة من ثلاثة عشر قسيسًا ومبشرًا من عدة طوائف لتأسيس الجمعية المسيحية العالمية، وهي منظمة متعددة الطوائف للكنائس والوزارات والأفراد الذين يؤمنون بالعالمية المسيحية.

حول الوضع الحالي للعالمية المسيحية، يقولون:
بدأ العديد من الفلاسفة واللاهوتيين والكتاب والعلماء المسيحيين في الإيمان بتفسير عالمي للمسيحية. يتم نشر عدد متزايد بسرعة من الكتب حول موضوع العالمية المسيحية. انتشرت المئات من مواقع الويب المسيحية العالمية عبر الإنترنت خلال السنوات القليلة الماضية، والتي يديرها أشخاص لديهم مجموعة متنوعة من الخلفيات الدينية ووجهات النظر. يبدو أن الكونية بدأت تتطور لتصبح واحدة من أهم الحركات المسكونية بين المسيحيين في عصرنا.

### الخلافات
هناك العديد من القضايا الدينية التي يختلف فيها المسيحيون العالميون مع بعضهم البعض، اعتمادًا على خلفيتهم اللاهوتية وتقاليدهم المذهبية. تتضمن بعض الأمثلة ما يلي:
- وجهات نظر مختلفة للتكفير
- ما إذا كان يمكن لغير المسيحيين أن يخلصوا في المسيح (الشمولية)، أو ما إذا كان الخلاص يحدث فقط بعد الإيمان بربوبية يسوع المسيح (الإقصائية).
- ما إذا كان يجب أن يحضر المسيحيون العالميون الكنائس الطائفية على أمل تحويلهم، أو يجب أن يبدأوا كنائسهم الجديدة، أو يجب أن يتركوا الكنيسة المنظمة بالكامل.[62]

## روابط خارجية
- الكونية المسيحية على مشروع الدليل المفتوح
- كنيسة سانكتشواري داون تاون - بيتر هيت كرئيس / كنيسة تحتفل بحب الله الذي لا هوادة فيه.
- خدمات Tentmaker - موقع كبير مليء بالمقالات والكتب على الإنترنت والموارد الأخرى التي تروج للعالمية المسيحية.
- المسيحية كدين عالمي، الفصل الثامن في ستيفن بالمكويست، دين كانط النقدي (Aldershot: Ashgate، 2000) - يوضح أن الفيلسوف في القرن الثامن عشر، إيمانويل كانط، اعتبر الدين المسيحي هو «الدين الطبيعي» الوحيد الذي لديه القدرة على أن يكون انتشر إلى جميع البشر.
- العالمية الإنجيلية - موقع على شبكة الإنترنت يحتوي على مقالات وكتب ومواد أخرى تروج للعقيدة الإنجيلية الخاصة بالعالمية الإنجيلية.
- الكونية والكتاب المقدس - كيث ديروز، أستاذ الفلسفة في جامعة ييل، يدافع عن الكونية على أسس كتابية.
- A Case for Christian Universalism - موقع على شبكة الإنترنت مخصص لدعم العالمية المسيحية كتابيًا.
- الجمعية الكهنوتية للمسيح الداخلي جمعية التقارب الخفيف في التقليد الكاثوليكي المستقل الذي يبشر في المقام الأول بإنجيل المصالحة الشاملة
- الرابطة المسيحية العالمية - تدريب القساوسة ورسمهم، وتأييد القساوسة، والاعتراف بالجماعات المسيحية العالمية - في جميع أنحاء العالم.
- الإنجيلي العالمي - منتدى مناقشة العالمية الإنجيلية
- الكنيسة الكاثوليكية العالمية - الكنيسة الرسولية المقدسة في التقليد الكاثوليكي الليبرالي الذي يبشر في المقام الأول بإنجيل المصالحة الشاملة.